# Fujiwara no Norimichi
Fujiwara Norimichi va ser un noble de la cort de mitjans a finals del període Heian. Era el cinquè fill de Fujiwara no Michinaga, regent i gran ministre d'estat del clan Fujiwara del Nord. Els seus rangs oficials eren Júnior Primer Grau, Regent, Gran Ministre d'Estat, i atorgat pòstumament el rang de Shoichii.

## Biografia
Encara que era el cinquè fill de Fujiwara no Michinaga, va ser tractat com el fill legítim, igual que el seu germà gran, Yorimichi, i quan va arribar a la majoria d'edat l'any 1006, va ser ascendit al rang de Cinquè Grau Júnior i nomenat com a camarlenc. Després de servir com a Hyoe no Saku, Konoe no Shosho (major general) i Chujo (tinent general), se li va concedir el rang de Tercer Grau Júnior el 1010, i com Yorimichi, es va convertir en noble a la tendra edat de 15 anys.
L'any 1011 serà ascendit a Tercer Grau Júnior, i l'any 1013 serà ascendit a Segon Grau Júnior i Gon Chunagon (conseller provisional) que passaran al concili, en substitució del seu pare germànic, Yorimune. El mateix any, també es va convertir en el cap de l'oficina Kebiishi, però en aquell moment, els inspectors en cap i la casa de l'oficina de Kebiishi marxaven i cometen repetidament actes de violència, com ara arrencar els barrets de les dones que passaven. L'abril de 1014, el seu sogre, Fujiwara no Kinto, estava preocupat per aquesta situació i va intentar aconsellar a Norimichi, però el seu consell no va ser escoltat. En resposta a aquesta situació, Fujiwara no Yukinari va lamentar a Fujiwara no Sanesuke que Norimichi era jove i incompetent. A més, el novembre del mateix any, Kyodo va renunciar al seu càrrec de betto. No obstant això, va ser ascendit ràpidament a una edat jove, sent nomenat al rang de Shonii el 1015, i a Gon Dainagon el 1019, superant el sènior Chunagon (conseller mitjà) Yukinari i Fujiwara no Takaie. El 1023, el seu pare Michinaga es va acostar a ell per convertir-se en ministre de l'Interior, però Norimichi li va respondre que volia esperar fins que Sanesuke fos ascendit i després ser nomenat ell mateix ministre, i que volia exercir les funcions de ministre amb la guia de Sanesuke.
L'any 1021, el cinquè any de l'era Kannin, va morir el ministre d'Esquerra Fujiwara no Akimitsu, deixant vacants dos càrrecs ministerials. El primer Dainagon Fujiwara Sanesuke va ser ascendit al càrrec de ministre de la Dreta, i al mateix temps, Norimichi va ser ascendit al càrrec de ministre de l'interior als 26 anys, superant el que era conegut com a Dainagon de Kanbuun i el de Fourns. Ha estat actiu a la Cort Imperial durant molts anys, i Gon Dainagon Kunin, el seu sogre, Michinaga va tenir una bona relació amb Yorimichi mentre era viu, i cap al 1022, va adoptar el seu propi fill, Nobuie, a Yorimichi. No obstant això , Norimichi estava considerant que la seva pròpia filla gran, Ikuko, entrés a la Cort Imperial {nota n. 1}, i el 1027, un consell de família va decidir que la néta de Michinaga, la princesa Teishi, hauria de ser la núvia del príncep hereu Atsunaga (emperador Gosuzaku), però Norimichi estava disgustat.
El 1030, va presentar una proposta a l'emperador Goichijo perquè el seu fill entrés a la cort imperial, i l'emperador va mostrar la seva intenció d'acceptar. No obstant això, la seva germana petita, Fujiwara no Takeshi, que era l'emperadriu vídua de l'emperador Go-Ichijo, va intentar amagar-se i, a més, la seva mare, Minamoto no Michiko, la va recriminar directament i el seu germà, Yorimichi, es va oposar al seu pla d'entrar a la Cort Imperial. Després d'això, la seva relació amb Yorimichi es va deteriorar i poc a poc van entrar en conflicte.
Quan l'emperador Gosuzaku va pujar al tron, l'agost de 1039, la filla adoptiva de Yorimichi i l'emperadriu de l'emperador Gosuzaku, Fujiwara no Namishi, va morir, deixant l'emperadriu, la princesa Teishi (la filla de l'emperador Sanjo), sola a l'harem. En Norimichi, que ja tenia 26 anys, semblava veure aquesta com la seva última oportunitat d'entrar a la Cort Imperial com a fill seu, i així, malgrat la forta oposició i l'obstrucció de Yorimichi, va seguir endavant amb l'entrada a la Cort Imperial al desembre, quan l'any s'acabava. Quan va entrar a la Cort Imperial, Yorimichi s'hi va oposar fins al final i es va negar a prestar-li un palanquí, de manera que Norimichi es va veure obligat a fer un nou palanquí amb els seus propis diners. A més, per consideració a Yorimichi, només cinc cortesans (Fujiwara no Tsunemichi, Fujiwara no Sadayori, Fujiwara no Nobunaga, Fujiwara no Tsuneie i Fujiwara no Akiie) el van acompanyar al Palau Imperial. L'emperador Gosuzaku i l'Ikuko van tenir una relació feliç, però no van poder tenir fills. L'emperador també volia fer de la seva filla l'emperadriu, però Yorimichi es va oposar a això perquè no era filla d'un regent ni havia donat a llum un príncep imperial, de manera que això tampoc no es va dur a terme.
Pel que fa al següent emperador Go-Reizei, va fer que la seva tercera filla, Kanshi, entrés a la cort imperial el 1047, abans de Yorimichi. Kanshi va donar a llum un príncep molt esperat l'any 1049, però el príncep va morir el mateix dia des de l'any 1051, es va aïllar a Ono, al nord de Kyoto, on es trobava el temple del monjo del seu germà Seien, i no va ser beneïda amb cap fill.

La paciència de Norimichi fins que va assumir la posició de regent, especialment la seva obediència a Yorimichi, es descriu de vegades com haver assolit el nivell de servilisme. Quan es va celebrar la promoció d'en Yorimichi a Gran Ministre d'Estat, es diu que el ministre d'Esquerra, Norimichi, es va agenollar davant de Yorimichi i es va inclinar davant d'ell. Quan el seu germanastre, Nobunaga, va sentir això, va criticar, dient: "Mai he sentit parlar d'un ministre, de tota la gent, agenollat i inclinat". En resposta, Norimichi va dir: 
| « | "Michinaga em va dir que pensava en Yorimichi com el meu pare. És natural agenollar-se i inclinar-se davant el pare com a senyal de respecte. Michinaga mai li hauria dit una cosa així a Noshin. Aparentment era sarcàstic amb Noshin, que va romandre només com a Gon Dainagon fins a la seva mort i no tenia cap esperança de convertir-se en regent". | » |

El 1064, Yorimichi li va lliurar el títol de cap del clan Fujiwara. El desembre de 1067, Yorimichi va renunciar al seu càrrec de regent. Sembla que Yorimichi volia cedir el càrrec de regent al seu propi fill, el ministre de la Dreta, Michizane, però la seva germana, Jotomon'in (Fujiwara no Shoshi), no ho va permetre, citant la voluntat de Michinaga, i així el càrrec va romandre vacant durant un temps. L'abril de l'any següent, 1068, l'emperador Goreizei va caure greument malalt, i amb l'ascens de l'emperador Gosanjo, que tenia vincles llunyans amb el clan Fujiwara, es va veure obligat a acceptar cedir el càrrec de Kanpaku a Norimichi, que va ser nomenat Kanpaku l'16 d'abril. Aquest nomenament com a Kanpaku es va fer durant el regnat de l'emperador Goreizei, però com que l'emperador Goreizei va morir tres dies després del seu nomenament i l'emperador Gosanjo va pujar al tron, el nomenament de Norimichi com a Kanpaku va ser un canvi de personal en resposta a l'ascens del nou emperador (emperador Gosanjo). A més, Norimichi es va casar amb la filla de l'emperador Sanjō, la princesa Toshiki, com a concubina, i a més es va casar amb la néta i la filla adoptiva de l'emperador Sanjō, la princesa Masashi (el pare biològic de la qual era Koichijō-in), ja que l'esposa del seu fill Nobuie, això fa creure que la relació entre el seu fill i l'Emperador Sanjō van descendir, de l'emperador Sanjō, no estava tan allunyat de Norimichi com la seva relació amb Yorimichi. A més, a petició de l'emperador Go-Reizei, Kanshi va ser nomenada emperadriu el dia 17, l'endemà que Norimichi fos nomenat regent.
Va morir el 25 de setembre de 1075. Va morir als 80 anys.
Després de la mort de Norimichi, el seu fill Nobunaga va provocar el caos al Consell Imperial en una lluita política amb el seu cosí, Michizane, i com a resultat va ser elevat al càrrec de primer ministre, perdent el poder real i morint desesperat. Els seus descendents mai van ser ascendits a la noblesa, i el llinatge Kyotsu va caure en decadència.

## Persona
Es diu que la família regent Fujiwara va declinar durant l'època de Norimichi perquè l'emperador Gosanjo havia trencat els llaços amb el clan Fujiwara, però la fractura entre els germans es va fer greu quan Norimichi, en violació d'una promesa que va fer al seu germà Yorimichi, va intentar abdicar com a regent al seu fill Nobunaga, i va aspirar a la influència de Gosanjo. Els dos homes es van apropar. L'"Eiga Monogatari" registra que l'emperador Gosanjo va donar importància a la seva relació amb Norimichi mentre s'aferrava a les seves pròpies opinions. Per aquest motiu, es diu que pràcticament va aprovar la implementació de l'Ordre de reorganització d'Enkyu Shoen, que va ser promulgada per l'emperador Gosanjo per soscavar la base financera de Yorimichi.
El diari de Noritsune es diu "Nitoki", però s'ha perdut i només en queda una part. També va estudiar dansa amb Owari Kanetoki.

## Carrera oficial
Data = calendari lunar

- 5 de desembre de 1006 (Kanko 3): Cerimònia d'adveniment de la majoria d'edat, ascendit a Cinquè Grau Júnior i va entrar al palau.
- 16 de desembre: Chamberlain, Forbidden Colors
- 28 de gener de 1007 (4t any de Kanko): Uhee no Samurai. 2 de novembre: General de Divisió de la Guàrdia Dreta
- 7 de gener de 1008 (5è any de Kanko): quart rang júnior, inferior. 28 de gener: Tinent General de la Guàrdia Dreta, també Omi no Suke. 16 d'octubre: Júnior Quart Grau Superior
- 20 de març de 1009 (6è any de Kankou)
- 28 de novembre de 1010 (7è any de Kanko): Tercer Grau Júnior, Capità Mitjà Esquerre de la Guàrdia, Nyogen.
- 11 d'agost de 1011 (8è any de Kanko): Tercer rang. 18 de desembre: Emperadriu Fujiwara no Shoshi
- 27 de gener de 1012 (9è any de Kanko): També es va convertir en governador d'Omi. 14 de febrer: Emperadriu vídua Fujiwara no Shoshi
- 23 de juny de 1013 (2n any de l' era Chowa): nomenat provisional Chunagon, Kanezaemon no Kami, i Daifu provisional del palau de l'emperadriu vídua, Nyogen. 16 de setembre: Segon rang júnior. 19 de desembre: inspector general en cap Novembre 1014: Betto de la Inspecció i Policia
- 21 d'octubre de 1015 (4t any de Chowa)
- 6è any de l'era Chowa {nota n. 2} (3 d'abril de 1017): També es va convertir en el cap d'esquerra de la Guàrdia Imperial. 9 d'agost: Kaneharumiya no Daibu (príncep hereu: príncep Atsunari), Tokodomiya Gondaibu
- 21 de desembre de 1019 (3r any de Kannin): Gon Dainagon, cap d'esquerra de la Guàrdia Imperial i ministre del príncep hereu, Nyogen.
- 25 de juliol de 1021 (5è any de Kannin): ministre de l'Interior, capità esquerre de la Guàrdia Imperial, Nyogen.
- 17 d'agost de 1037: ministre del príncep hereu (príncep hereu i príncep Chikahito)
- 16 de gener de 1045 (2n any de l'era Kantoku): 25 de novembre de 1046 (3r any de Kantoku): ministre del príncep hereu (príncep hereu Takahito)
- 1 d'agost de 1047 (2n any d' Eisho): Ministre del Dret. 9 d'agost: Comandant esquerre de la Guàrdia Imperial i príncep hereu Fu Ruyuan.
- 7 de gener de 1057: Primer Grau Júnior
- 17 de juliol de 1060, 3r any de Kōhei: Ministre de l'Esquerra, Comandant en Cap de la Guàrdia Imperial Esquerra i príncep hereu Fu Ruyuan.
- 11 d'abril de 1062: Dimissió com a general de la Guàrdia d'Esquerra
- 13 de desembre de 1064 (7è any de Kohei): proclamat cap del clan Fujiwara
- 16 d'abril de 1068 (4t any de Jiryaku): Proclamat com a regent. Tutor del príncep hereu i ministre d'Esquerra, Nyogen. 19 d'abril: Tutor del palau de Zhidong
- 13 d'agost de 1069: Dimissió del càrrec de ministre d'Esquerra
- 23 de març de 1070 (Enkyu 2): nomenat Gran Ministre d'Estat. El regent i cap del clan Fujiwara, Nyogen.
- 10 d'agost de 1071: Dimissió del càrrec de primer ministre
- 25 de setembre de 1075 (Shoho 2): Va morir. 6 d'octubre: Premi Shoichii

## Genealogia
- Pare: Fujiwara no Michinaga
- Mare: Minamoto Michiko - filla de Minamoto Masanobu
- Esposa: Filla de Fujiwara no Kinto (1000-1024)
  - Filla gran: Fujiwara no Ikuko (1014-1068) - Emperadriu de l'emperador Gosuzaku
  - Segona filla: Fujiwara no Mako (1016-1087) - assistent de l'emperadriu
  - Fill gran: Fujiwara Nobuie (1018-1061)
  - Segon fill: Fujiwara no Michimoto (1021-1041)
  - Tercera filla: Fujiwara no Kanshi (1021-1102) - Emperadriu de l'emperador Go-Reizei
  - Tercer fill: Fujiwara Nobunaga (1022-1094)
  - Quart fill: Seikaku (1024-1083)
- Successora: princesa Toshiki (1003-1048) (segona filla de l'emperador Sanjo)
- Esposes successives: princesa Naoko (1005-1081?) (tercera filla del príncep Kohira , Saigū d'Ise)
- Koshikibu no Naishi (999?-1025) (filla de Tachibana Michisada , la mare era Izumi Shikibu)
  - Fill il·legítim: Shizuen (1016-1074)
  - Fill il·legítim: mare de Koen-hoshi (?-?) - esposa de Fujiwara no Tsuneka

## Títols relacionats
Drama televisiu

- "Honoo Tatsu" (drama de la NHK Taiga, 1993-1994) interpretat per Takashi Fujiki
- "To You, the Shining One" (NHK Taiga Drama, 2024) Interpretat per: Jun Yoshida i Masashi Himekomatsu